# Basilika Unserer Lieben Frau von Nazareth im Exil

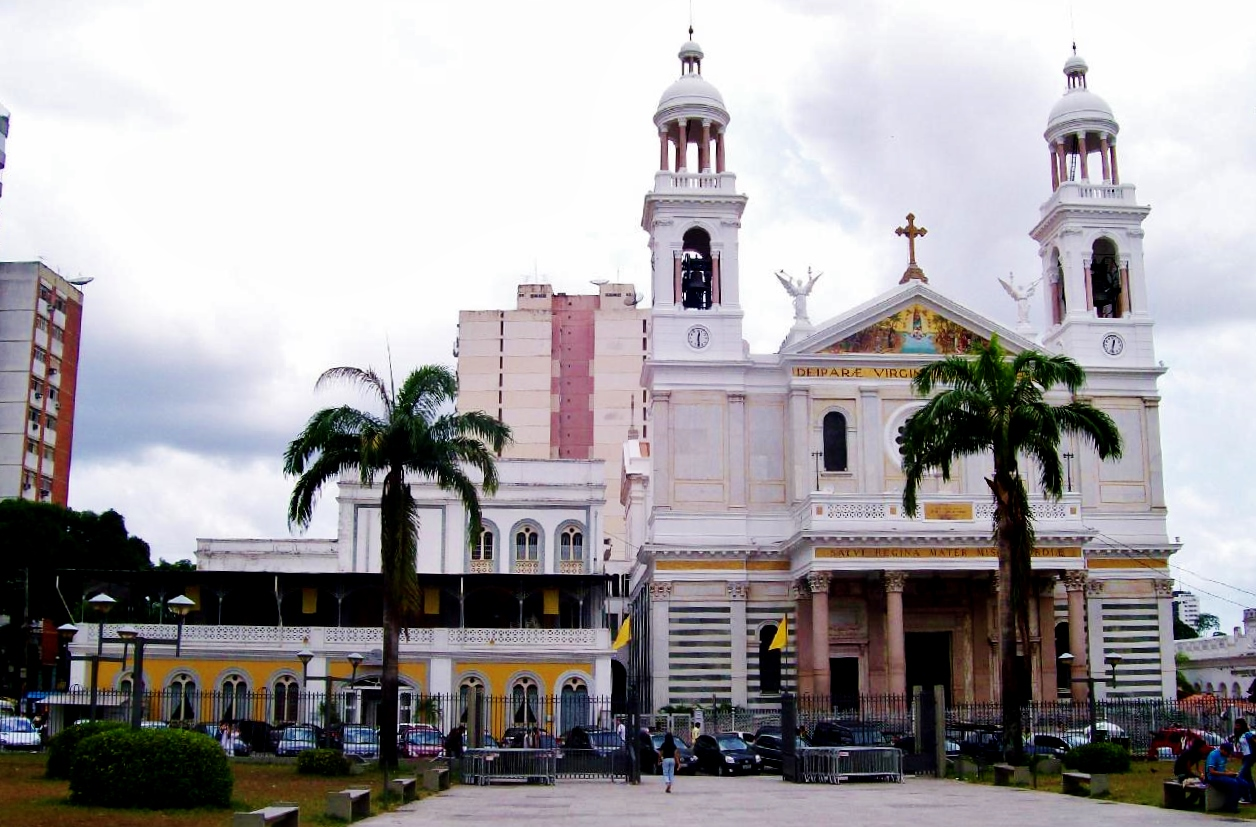
Fassade der Basilika

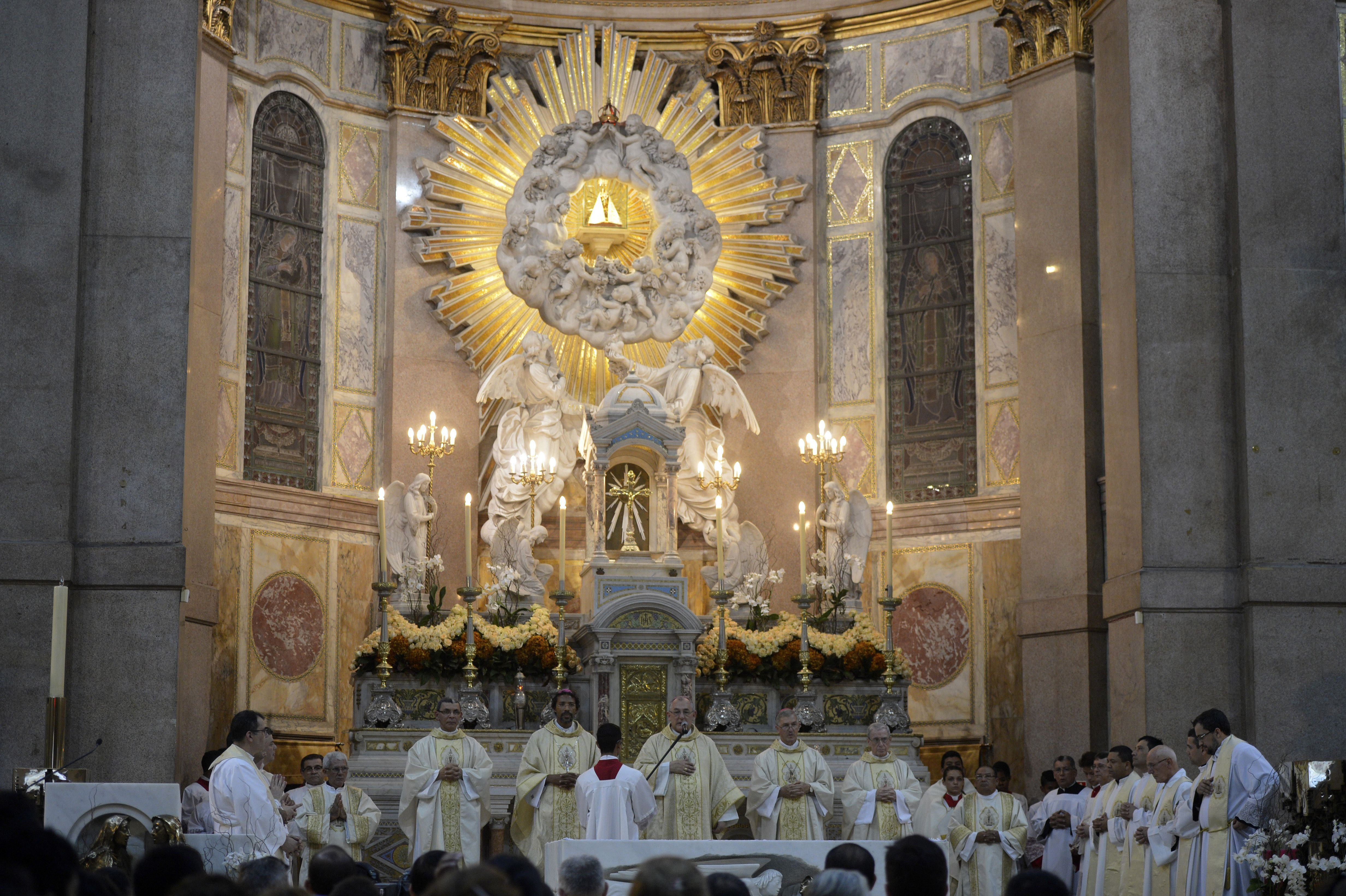
Altarraum der Basilika

Die Basilika Unserer Lieben Frau von Nazareth im Exil (portugiesisch Basílica Nossa Senhora de Nazaré do Desterro)  ist eine römisch-katholische Kirche in Belém im brasilianischen Bundesstaat Pará. Die Kirche des Erzbistums Belém do Pará ist der Gottesmutter Maria geweiht und trägt den Titel einer Basilica minor.

## Geschichte
Um 1700 wurde am Ufer des Murututu Igarapé eine Statue der Jungfrau von Nazareth gefunden. Daraufhin wurde hier eine Einsiedelei abseits der Siedlung von Belem gegründet. Bei wachsendem Gläubigenandrang kam es 1861 zur Pfarrgründung. Nach der Grundsteinlegung am 24. Oktober 1909 durch den Erzbischof von Belem, Santino Maria da Silva Coutinho, wurde hier die Kirche durch die Barnabiten gebaut. Der anspruchsvolle, neoklassizistische und eklektische Bau nach italienischen Vorbildern und Plänen von Gino Coppede und Giuseppe Predasso zog sich bis in die 1950er Jahre, was auch durch Schwierigkeiten beim Import der europäischen Materialien bedingt war. Die Kirche wurde 1923 durch Papst Pius XI. als dritte in Brasilien zur Basilica minor erhoben. 1992 wurde das Marienheiligtum unter Denkmalschutz des Bundesstaates Pará gestellt (Nr. 1324).

## Gebäude
Die fünfschiffige Kirche ist 62 Meter lang bei einer Breite von 24 Metern und einer Höhe von 20 Metern. Die Apsis mit dem Hochaltar schließt direkt an das Querschiff an. Die beiden Kirchtürme erreichen eine Höhe von 42 Metern und tragen ein Geläut mit neun Glocken, die größte wiegt 2,8 Tonnen. Das Innere der Basilika prägen die 32 Säulen aus massivem Granit und die 54 Buntglasfenster. Dekoriert wird die Kirche mit 38 Mosaikmedaillons von 1,5 Metern Durchmesser und 19 Statuen aus Carraramarmor. Das Gewölbe der Apsis ist mit einem großen Fresko dekoriert. Die Orgel mit über 1000 Pfeifen wird über drei Manuale bedient.

## Círio de Nazaré

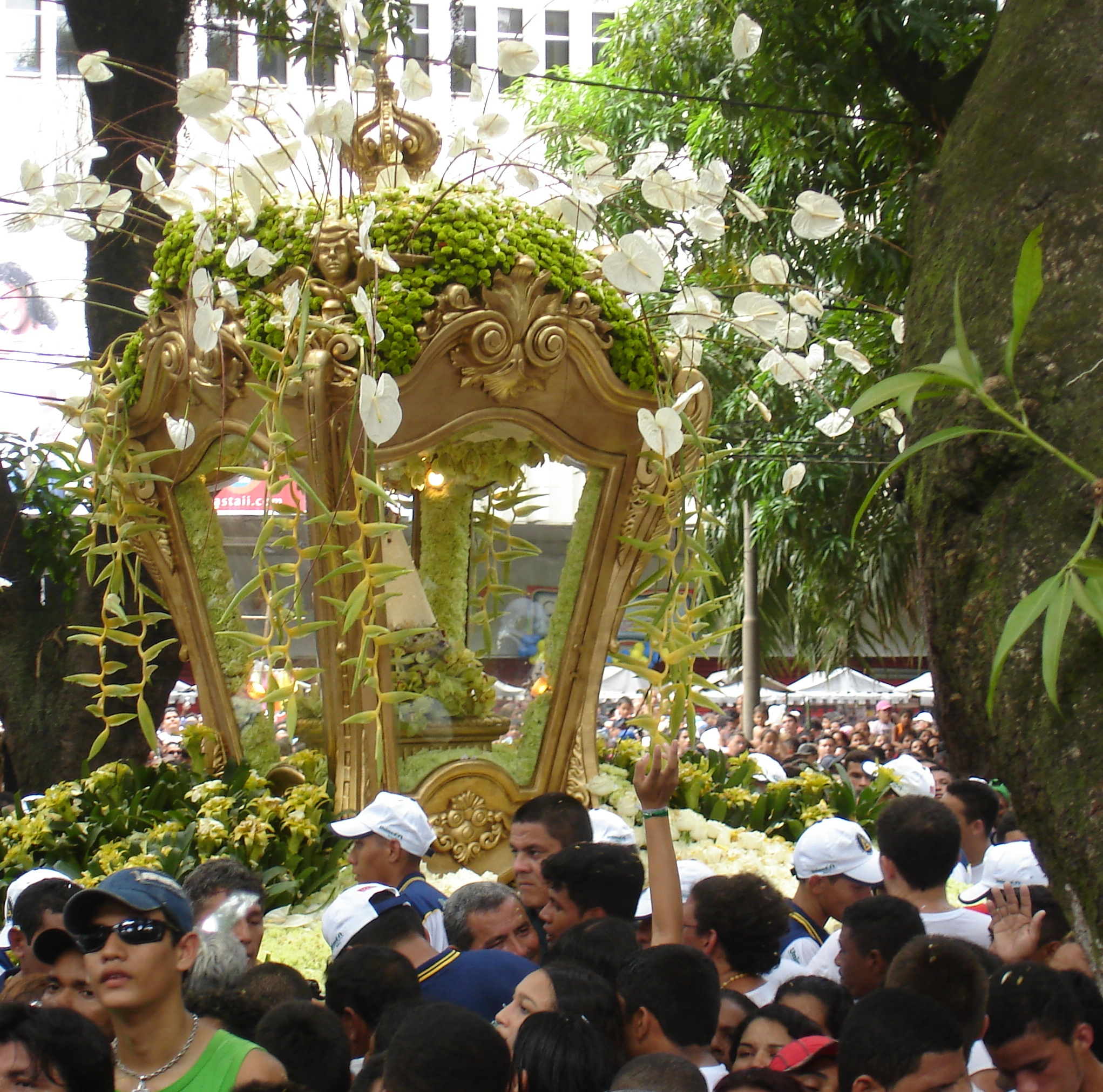
Cirio 2006

Die Basilika ist der Mittelpunkt von Brasiliens größtem religiösen Fest, dem seit 1790 begangenen Círio de Nazaré, das mehr als zwei Millionen Teilnehmer nach Belem führt. Während des Círio de Nazaré verlässt am zweiten Sonntag im Oktober die sogenannte Pilgerstatue, eine Replik der von Plácido gefundenen Statue, die Kathedrale von Belém und zieht in einer Prozession zum großen Platz vor der Basilika. Das Fest wurde 2013 in die Repräsentative Liste des Immateriellen Erbes der Menschheit eingetragen.